# Valcho Stoev
Valcho Stoev Khristov, (en bulgare: Вълчо Стоев Христов), (né le 20 janvier 1952 à Ovcharovo) est un athlète bulgare, spécialisé dans le lancer du poids.

## Biographie
En 1973, il prend la 6e place des Championnats d'Europe en salle. En août de la même année, il remporte son premier titre aux Jeux Balkaniques avec une marque de 19 m 62. Il s'imposera six fois dans cette compétition: en 1973, 1974, 1975, 1977, 1979 et 1980. En 1974, lors des Championnats d'Europe en salle, il échoue au pied du podium devancé de 2 centimètres par le tchécoslovaque Jaroslav Brabec pour la médaille de bronze. Cependant, en 1975, il prend sa revanche en remportant la médaille d'or lors des Championnats d'Europe en salle de Katowice avec un lancer à 20 m 19. La même année, il prend la médaille de bronze de l'Universiade d'été. Il s'illustrera de nouveau dans cette compétition deux ans plus tard, en 1977, en décrochant la médaille d'or avec une performance de 19 m 55. Après une décevante 8e place obtenue aux Championnats d'Europe de 1978, il se qualifie pour les Jeux olympiques de Moscou en 1980 mais ne valide aucun lancer durant cette compétition.  
Tout au long de sa carrière, il décroche neuf titres de champion de Bulgarie, respectivement quatre en extérieur et cinq autres en salle,.

## Palmarès
| Date | Compétition                                 | Lieu      | Résultat | Épreuve         | Distance |
| ---- | ------------------------------------------- | --------- | -------- | --------------- | -------- |
| 1973 | Championnats d'Europe d'athlétisme en salle | Rotterdam | 6e       | Lancer du poids | 19 m 29  |
| 1973 | Jeux Balkaniques                            | Le Pirée  | 1er      | Lancer du poids | 19 m 62  |
| 1974 | Championnats d'Europe d'athlétisme en salle | Göteborg  | 4e       | Lancer du poids | 19 m 85  |
| 1974 | Jeux Balkaniques                            | Sofia     | 1er      | Lancer du poids | 20 m 36  |
| 1975 | Championnats d'Europe d'athlétisme en salle | Katowice  | 1er      | Lancer du poids | 20 m 19  |
| 1975 | Jeux Balkaniques                            | Bucarest  | 1er      | Lancer du poids | 19 m 83  |
| 1975 | Universiade d'été                           | Rome      | 3e       | Lancer du poids | 18 m 90  |
| 1977 | Jeux Balkaniques                            | Ankara    | 1er      | Lancer du poids | 19 m 77  |
| 1977 | Universiade d'été                           | Sofia     | 1er      | Lancer du poids | 19 m 55  |
| 1978 | Championnats d'Europe d'athlétisme          | Prague    | 8e       | Lancer du poids | 19 m 23  |
| 1979 | Jeux Balkaniques                            | Le Pirée  | 1er      | Lancer du poids | 20 m 18  |
| 1980 | Jeux Balkaniques                            | Sofia     | 1er      | Lancer du poids | 20 m 09  |
| 1980 | Jeux Olympiques                             | Moscou    | -        | Lancer du poids | NM       |

## Records
| Épreuves        | Épreuves  | Temps   | Lieu  | Date            |
| --------------- | --------- | ------- | ----- | --------------- |
| Lancer du poids | Plein air | 20 m 72 | Sofia | 5 juillet 1980  |
| Lancer du poids | En salle  | 20 m 30 | Sofia | 26 février 1975 |